# Tusk (pel·lícula de 2014)
Tusk és una pel·lícula de terror i d'humor negre del 2014 escrita i dirigida per Kevin Smith basada en una història de SModcast. La pel·lícula és protagonitzada per Michael Parks, Justin Long, Haley Joel Osment i Génesis Rodríguez. És la primera pel·lícula de la sèrie True North. La pel·lícula es va doblar al català.

## Sinopsi
En Wallace Bryton treballa en un sistema de podcàsting. Se'n va al Canadà per entrevistar un jove per a un xou d'internet. Un cop hi arriba, un contratemps l'obliga a canviar els seus plans i fa que es trobi en Howard Howe, un tetraplègic que viu en una gran casa envoltat dels records dels seus viatges pel mar. Aquest té viu un somni: trobar la morsa que viu a dins de cada home.

## Repartiment
- Michael Parks: Howard Howe
  - Matthew Shively: jove Howard Howe
- Justin Long: Wallace Bryton
- Génesis Rodríguez:[3] Ally Leon.
- Haley Joel Osment:[3] Teddy Craft
- Johnny Depp: Guy Lapointe
- Harley Morenstein: agent
- Ralph Garman: detectiu Frank Garmin
- Jennifer Schwalbach Smith: cambrera de Gimli Slider
- Harley Quinn Smith
- Lily-Rose Depp
- Ashley Greene
- Doug Banks: Kill Bill Kid
- Zak Knutson: Ernest Hemingway